# Михайловская (Ленинградская область)
Михайловская — деревня в  Ропшинском сельском поселении Ломоносовского района Ленинградской области.

## История
На карте Ингерманландии А. И. Бергенгейма, составленной по шведским материалам 1676 года, упоминается как деревня Ojankylä.
На шведской «Генеральной карте провинции Ингерманландии» 1704 года — как Oÿankyla.
На «Топографической карте окрестностей Санкт-Петербурга» Военно-топографического депо Главного штаба 1817 года упомянута деревня Михайловская, состоящая из 55 крестьянских дворов.
По данным ревизии 1811 года количество душ мужского пола составляло — 162
На карте Санкт-Петербургской губернии Ф. Ф. Шуберта 1834 года обозначена деревня Михайловская, состоящая из 62 дворов
Согласно ревизии 1834 года в деревне было 77 дворов, всего душ 162 м. п. и 216 ж. п.

МИХАЙЛОВСКАЯ — деревня принадлежит государыне императрице Александре Фёдоровне, число жителей по ревизии: 162 м. п., 178 ж. п. (1838 год)

В пояснительном тексте к этнографической карте Санкт-Петербургской губернии П. И. Кёппена 1849 года она записана как деревня Ropsha (Михайловская) и указано количество её жителей на 1848 год: савакотов — 35 м. п., 53 ж. п., всего 88 человек, русских — 320 человек. Ингерманландцы относились к лютеранскому приходу Ропсу.
Согласно карте профессора С. С. Куторги 1852 года деревня Михайловская также насчитывала 62 двора.

МИХАЙЛОВСКАЯ — деревня Красносельской удельной конторы Шунгуровского приказа, по просёлочной дороге, число дворов — 60, число душ — 209 м. п. (1856 год)

Согласно «Топографической карте частей Санкт-Петербургской и Выборгской губерний» в 1860 году деревня Михайловская состояла из 63 дворов. В деревне была водяная мельница.

МИХАЙЛОВСКАЯ — деревня удельная при ключах, число дворов — 64, число жителей: 238 м. п., 237 ж. п. (1862 год)

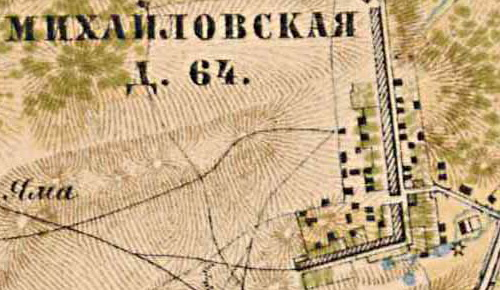
План деревни Михайловская. 1885 год

В 1885 году деревня Михайловская насчитывала 64 двора. В деревне была водяная мельница.
Сборник Центрального статистического комитета описывал её так:

МИХАЙЛОВСКАЯ — деревня бывшая удельная, дворов — 71, жителей — 369;
 Волостное правление, больница, ярмарка, 29 июня, в полуверсте церковь православная, часовня, школа, лавка, постоялый двор. (1885 год)

В конце XIX века деревня входила в состав Ропшинской волости 1-го стана Петергофского уезда Санкт-Петербургской губернии, в начале XX века — 2-го стана. По приходским данным население деревни было смешанным — финско-русским.
К 1913 году количество дворов в деревне Михайловская увеличилось до 81.
С 1917 по 1922 год деревня Михайловка входила в состав Михайловского сельсовета Ропшинской волости Петергофского уезда.
С 1922 года в составе Ропшинского сельсовета.
С 1923 года в составе Троцкого уезда.
Согласно данным переписи населения СССР 1926 года в деревне Михайловская проживали 195 человек — большинство русские, а также финны.
С 1927 года в составе Урицкого района.
В 1928 году население деревни Михайловка составляло 539 человек.
С 1930 года, в составе Ленинградского Пригородного района.

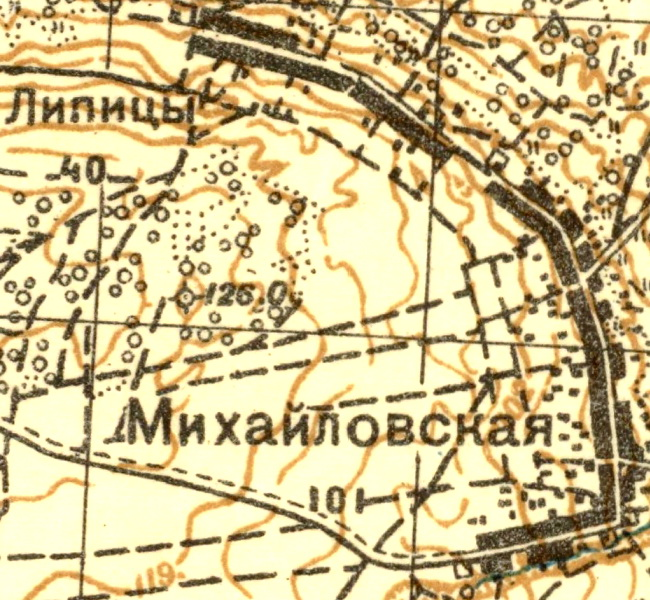
План деревни Михайловская. 1931 год

Согласно топографической карте 1931 года деревня насчитывала 101 двор.
По данным 1933 года деревня называлась Михайловская и входила в состав Ропшинского сельсовета Ленинградского Пригородного района.
С 1936 года в составе Красносельского района.
Деревня была освобождена от немецко-фашистских оккупантов 20 января 1944 года.
С 1955 года в составе Ломоносовского района.
С 1963 года в составе Гатчинского района.
С 1965 года вновь в составе Ломоносовского района. В 1965 году население деревни Михайловка составляло 222 человека.
По данным 1966, 1973 и 1990 годов деревня называлась Михайловская и также входила в состав Ропшинского сельсовета.
В 1997 году в деревне Михайловская Ропшинской волости проживали 113 человек, в 2002 году — 129 человек (русские — 90 %).
В 2007 году в деревне Михайловская Ропшинского СП — 103 человека.

## География
Деревня расположена в восточной части района на автодороге 41К-011 (Стрельна — Гатчина) («Ропшинское шоссе»), смежно с административного центра поселения посёлком Ропша.
Расстояние до административного центра поселения — 1 км.
Расстояние до ближайшей железнодорожной станции Красное Село — 26 км.
Деревня находится на левом берегу реки Стрелка.

## Демография
| 1862 | 2002 | 2007 | 2010 | 2017 |
| ---- | ---- | ---- | ---- | ---- |
| 475  | ↘129 | ↘103 | ↗161 | ↘159 |

## Улицы
Калининградский переулок, Керченский переулок, Конюшенная, Крымский переулок, Российская, Севастопольский переулок, Солнечная, Тихий переулок, Цветочный переулок

## Садоводства
Газовик.